# Euphoria Morning
Euphoria Mourning (rilasciato inizialmente come Euphoria Morning) è il primo album da solista pubblicato da Chris Cornell dopo lo scioglimento dei Soundgarden e prima della formazione degli Audioslave, uscito il 21 settembre del 1999, prodotto dalla casa discografica A&M Records.

## Accoglienza
Nonostante il grande successo di critica, non ha venduto quanto i precedenti album con i Soundgarden.
Can't Change Me ha ricevuto la nomination come Miglior interpretazione vocale rock maschile ai Grammy Awards del 2000. Wave Goodbye è stata scritta come tributo a Jeff Buckley, morto nel 1997 e di cui Cornell era un grande estimatore. Flutter Girl è invece una traccia rimasta fuori da Superunknown.

## Tracce
1. Can't Change Me (Cornell) – 3:23
2. Flutter Girl (Cornell, Johannes, Shneider) – 4:25
3. Preaching the End of the World (Cornell) – 4:41
4. Follow My Way (Cornell, Johannes, Shneider) – 5:10
5. When I'm Down (Cornell) – 4:20
6. Mission (Cornell, Johannes, Shneider) – 4:05
7. Wave Goodbye (Cornell) – 3:43
8. Moonchild (Cornell) – 4:02
9. Sweet Euphoria (Cornell) – 3:08
10. Disappearing One (Cornell, Johannes, Shneider) – 3:48
11. Pillow of Your Bones (Cornell, Johannes, Shneider) – 4:29
12. Steel Rain (Cornell, Shneider) – 5:41

- La versione internazionale contiene Can't Change Me (versione francese) – 3:47
- La versione giapponese contiene Sunshower, presente anche nella colonna del film Paradiso perduto (1998).

## Formazione
- Chris Cornell - voce, chitarra, armonica a bocca
- Alain Johannes - chitarra
- Natasha Shneider - tastiere
- Josh Freese - batteria

## Classifiche
Album - Billboard (Nord America)
| Anno | Classifica          | Posizione |
| ---- | ------------------- | --------- |
| 1999 | The Billboard 200   | 18        |
| 1999 | Top Canadian Albums | 14        |
| 1999 | Top Internet Albums | 8         |

Singoli - Billboard (Nord America)
| Anno | Singolo           | Classifica             | Posizione |
| ---- | ----------------- | ---------------------- | --------- |
| 1999 | "Can't Change Me" | Mainstream Rock Tracks | 5         |
| 1999 | "Can't Change Me" | Modern Rock Tracks     | 7         |

## Videoclip
- "Can't Change Me"
- "Preaching the End of the World"